# Pulchrodiboma ochreovittata
Pulchrodiboma ochreovittata là một loài bọ cánh cứng trong họ Cerambycidae.